# Dmitri Kombàrov
Dmitri Kombàrov (rus: Дмитрий Владимирович Комбаров; Moscou, 22 de gener de 1987) és un futbolista rus que actualment milita en Spartak Moscou de la Lliga Premier de Rússia.

## Trajectòria
Dmitri es va iniciar jugant al futbol als 4 anys. En 1993 es va unir a l'escola de futbol Spartak-2. Els rumors assenyalen que Dmitri i el seu germans van ser expulsats de l'escola de futbol del Spartak tan bon punt el tècnic de l'equip els va dir que eren incapaços de jugar bon futbol. Els dos germans després es van unir a l'escola del Dinamo de Moscou.
Dmitri va jugar el seu primer partit amb l'equip principal del Dinamo el 19 de juliol de 2005 en el partit contra el Dinamo Bryansk de la Lliga Russa.
El seu germà bessó Kiril Kombárov també juga pel Spartak Moscou com a migcampista.

## Clubs
| Club              | País   | Any       |
| ----------------- | ------ | --------- |
| Dinamo Moscou     | Rússia | 2005-2010 |
| Spartak de Moscou | Rússia | 2010-     |

## Internacional
El 12 de maig de 2014, Fabio Capello, director tècnic de la selecció nacional de Rússia, va incloure a Kombàrov en la llista provisional de 30 jugadors que iniciaran la preparació amb la intenció de la Copa Mundial de Futbol de 2014. El 2 de juny va ser ratificat per Capello en la nòmina definitiva de 23 jugadors.

### Participacions en Copes del Món
| Mundial                        | Seu    | Resultat     |
| ------------------------------ | ------ | ------------ |
| Copa Mundial de Futbol de 2014 | Brasil | Primera fase |